# Liste der Bürgermeister von Gückingen
Überblick über die Bürgermeister der Gemeinde Gückingen.
| Bürgermeister                                  | Bürgermeister      | Amtszeit                               |
| ---------------------------------------------- | ------------------ | -------------------------------------- |
|                                                | Jost Wies          | 1776–1820 Heimberger, Schultheiß       |
|                                                | Johannes Opel      | 1820–1827 Schultheiß                   |
|                                                | Wilhelm Kröller    | 1827–1855 Schultheiß und Bürgermeister |
|                                                | Joh. Wilhelm Stock | 1855–1893 Bürgermeister                |
|                                                | Wilhelm Opel       | 1893–1908 Bürgermeister                |
| von 1909 bis 1910 war die Stelle nicht besetzt |                    |                                        |
|                                                | Friedrich Neu      | 1910–1933 Bürgermeister                |
|                                                | Otto Ott           | 1933–1939 Bürgermeister                |
|                                                | Friedrich Eimer    | 1939–1940 Bürgermeister                |
|                                                | Jakob Kröller      | 1940–1945 Bürgermeister                |
|                                                | Franz Dengler      | 1945 komm. Bürgermeister               |
|                                                | August Kröller     | 1945–1953 Bürgermeister                |
|                                                | Jakob Kröller      | 1953–1965 Bürgermeister                |
|                                                | Willi Lotz         | 1965–1969 Bürgermeister                |
|                                                | Erwin Opel         | 1969–1983 Bürgermeister                |
|                                                | Hans Kröller       | 1983–2004 Bürgermeister                |
|                                                | Kurt Wilhelm       | 2004–2014 Bürgermeister                |
|                                                | Thomas Petri       | 2014–2014 Bürgermeister                |
|                                                | Kathrin Hüge       | seit 2024 Bürgermeisterin              |